# 峰崎直樹
峰崎 直樹（みねざき なおき、1944年〈昭和19年〉10月14日 - ）は、日本の政治家。
財務副大臣（鳩山由紀夫内閣・菅直人内閣）、参議院財政金融委員長、同地方行政委員長、同逓信委員長、参議院議員（3期）、参議院民主党・新緑風会政策審議会会長、民主党税制調査会長、政府・与党社会保障改革検討本部事務局長、番号制度創設推進本部事務局長、内閣官房参与などを歴任。

## 概要
1944年10月14日 広島県呉市に生まれる。修道高等学校を経て、1967年 一橋大学経済学部を卒業する。1969年 一橋大学大学院経済学研究科修士課程を修了する。一橋大学では日本経済史の永原慶二のゼミナールに所属。社会主義協会出身。教壇ではなく労働運動の現場を志し、大学院在学中の69年1月に鉄鋼労連に職員として勤務する。その後全日本自治団体労働組合に移り、自治労北海道本部の調査室長、日本社会党北海道本部書記局次長、政策委員長を歴任する。
1992年 参議院議員選挙に北海道選挙区から社会党公認で立候補し当選する。以後当選3回。1996年 社民党を経て、同年9月旧民主党に参加し、党企画委員長、税制調査会長に就任する。金融国会では、参議院金融経済特別委員会理事に就任する。1998年 参院選で北海道選挙区から立候補し再選。2000年 鳩山由紀夫代表の下で「次の内閣」の財政金融大臣（次の内閣で当時の大蔵相に当たるポスト）、2001年9月に「次の内閣」財務大臣、2005年に前原誠司代表の下で「次の内閣」財務大臣を歴任する。北海道商工連盟会長、全中連副会長。2004年4月、国民年金未納について謝罪した。
2006年9月、小沢一郎新代表の下で「次の内閣」の金融・経済財政担当大臣に就任する。民主党税制調査会会長代行を務め、2008年12月に会長代行として「税制抜本改革アクションプログラム」の作成に携わる。2009年9月18日、鳩山由紀夫内閣の財務副大臣（税制改正担当）及び政府税制調査会企画委員会主査に就任。2010年1月、民主党北海道総支部連合会の要請を受け、夏に行われる自身の改選である第22回参議院議員通常選挙に不出馬表明（連合北海道は出馬を支持）。7月、任期満了により参議院議員を引退。引き続き財務副大臣及び政府税制調査会企画委員会主査に留任。
2010年9月17日の菅直人改造内閣発足に伴い財務副大臣を退任。9月28日、内閣官房参与（税制改正、予算、社会保障、納税者番号制度に関する助言）兼 政府税制調査会委員・企画委員会委員に就任。10月28日、政府・与党社会保障改革検討本部事務局長併任、社会保障・税に関わる番号制度に関する実務検討会事務局長併任。社会保障・税に関わる番号制度に関する実務検討会の事務局長。2011年2月、番号制度創設推進本部事務局長併任。個人情報保護ワーキンググループ主宰 兼 情報連携基盤技術ワーキンググループ主宰。2012年9月9日、内閣官房参与に再任（野田内閣）。内閣官房アイヌ政策推進会議座長代理兼務。同年12月、第46回衆議院議員総選挙に伴い全政府役職を退任。2013年青山学院大学客員教授。東京工業大学大学院理工学研究科経営工学専攻非常勤講師、北海道商工連盟会長、北海道商工連盟・北海道商工連盟協同組合青年経営者協会名誉会長を務めた。2015年2月 三木義一青山学院大学教授、水野和夫元内閣審議官、田中秀明明治大学教授、志賀櫻元大蔵省審議官と民間税制調査会を設立。

## 財務副大臣として
2009年11月5日、エコカー減税が適用される自動車重量税などの暫定税率廃止に伴う自動車税制について、「環境に対して悪い数値のものは、むしろ少し税を重くするのが基本的な考え方だ」と述べ、燃費が悪い車などを対象とした増税の検討を表明した。

## 政策・主張
- 1999年、国旗及び国歌に関する法律案の参議院本会議における採決で反対票を投じた。